# Micromandibularia ruficeps
Micromandibularia ruficeps är en skalbaggsart som beskrevs av Maurice Pic 1936. Micromandibularia ruficeps ingår i släktet Micromandibularia och familjen långhorningar. Inga underarter finns listade i Catalogue of Life.